# دانيال شوتس
دانيال شوتس (بالألمانية: Daniel Schütz) (19 يونيو 1991 في النمسا - ) هو لاعب كرة قدم نمساوي في مركز الوسط. شارك مع منتخب النمسا تحت 17 سنة لكرة القدم ومنتخب النمسا تحت 18 سنة لكرة القدم ومنتخب النمسا تحت 20 سنة لكرة القدم ومنتخب النمسا تحت 21 سنة لكرة القدم. أما مع النوادي، فقد لعب مع غراتزر أي كاي ونادي رايندورف آلتاخ ونادي سانت بولتن ونادي غروديغ ونادي واكر إنسبروك.

## وصلات خارجية
- دانيال شوتس على موقع قاعدة بيانات كرة القدم.إي يو (الإنجليزية)
- دانيال شوتس على موقع Soccerway.com (الإنجليزية)
- دانيال شوتس على موقع عالم كرة القدم.نت (الإنجليزية)